# وست وندور (نوادا)
وست وندور، نوادا (انگلیسی: West Wendover, Nevada) در نوادای ایالات متحده آمریکا واقع است.